# Obersteinbach (Waldenburg)
Obersteinbach ist ein Ortsteil der Stadt Waldenburg in Baden-Württemberg.

## Geschichte
Die Gründung des Ortes Obersteinbach ist weitestgehend unbekannt. Die ersten schriftlichen Überlieferungen von Steinbach uff dem Wald sind über 700 Jahre alt. So wurde 1298 in einem Vermächtnisbrief Adelheids v. Backnang zu Gunsten des Klosters Gnadental Obersteinbach erstmals schriftlich erwähnt.
Am 1. Januar 1971 wurde Obersteinbach nach Waldenburg eingemeindet.